# パナソニック充電式ニッケル水素電池
パナソニック充電式ニッケル水素電池（パナソニックじゅうでんしきニッケルすいそでんち）はパナソニックのニッケル・水素蓄電池（二次電池）。

## 概説
パナソニック充電式ニッケル水素電池は、パナソニックが発売しているニッケル・水素蓄電池の名称であり、開発された翌年の1990年（平成2年）から商品化されている。これはJIS C 8708において定義される密閉型ニッケル・水素蓄電池にあたる。各製品とも、dT/dt制御充電方式による急速充電に対応している。
また自然放電を抑えた「パナソニック充電式ニッケル水素電池ECO」は同コンセプトの三洋電機の商品「eneloop」に対しパナループとよばれたり、イメージカラーが緑であることから緑パナとも呼ばれることもあるが、これは俗称であり、正式な略称・商品名ではない。
社名変更した2008年（平成20年）10月からは、同社のアルカリマンガン乾電池のブランド名である「EVOLTA（エボルタ）」の名をニッケル充電式電池にも冠した「充電式EVOLTA」が発売されており、性能が向上したこともあって民生用については徐々に「EVOLTA」へ切り替えている。但し、従来品もデジタルカメラなど大容量の電流が求められる機器のために販売が継続されている。
また、三洋電機のパナソニックグループ入りに伴って、2013年（平成25年）4月26日には「eneloop」がモデルチェンジによってパナソニックブランドに移行、自社製品として扱うこととなったため、既存の「パナソニック充電式ニッケル水素電池」・「充電式EVOLTA」と合わせて3つのシリーズに分類されることとなった。その際、三洋電機で発売されていた「eneloop」の単1形・単2形の代替製品として、ブランド名がつかない「パナソニック充電式ニッケル水素電池」としては久々の新モデルとなるBK-1MGC/1,2MGC/1の2機種が追加された。

### 水素吸蔵合金
パナソニック充電式ニッケル水素電池の負極に用いられる水素吸蔵合金はAB5型合金と呼ばれる合金が使用されている。この主成分はニッケル、コバルト、マンガン、アルミニウム及びミッシュメタル（希土類混合物、ランタンやセリウム等）である。

### エネルギー密度
商品化当初の1990年（平成2年）、パナソニック充電式ニッケル水素電池の体積エネルギー密度は190 W･h/Lであり、当時の同社ニッケル・カドミウム電池に比べて約119 %のエネルギー効率であったが、1997年（平成9年）現在、高容量化に向けた開発努力の結果、現在の同社ニッケル・カドミウム電池に対して175 %の350 W･h/Lとなっている。

## 発売されている商品

### 電池
パナソニック充電式ニッケル水素電池の現行モデルは国内生産（日本製）である。

#### パナソニック充電式ニッケル水素電池
商品コードの後ろについている　/1等は販売用のパッケージであるブリスターパックに入っている商品の個数を表している。以前、シリーズ名に用いられていた「メタハイ」はパナソニック株式会社の登録商標である。
三洋電機製「eneloop（単1形・単2形）」の代替製品として新たに設定されたBK-1MGC（単1形）とBK-2MGC（単2形）は「メタハイ」に比べて電池容量が大きく（単1形:min.5,700 mAh、単2形:min.3,000 mAh、「メタハイ」は単1形・単2形共にmin.2,800 mAh）、出荷時に充電されているので購入後すぐに使用することができ、約1,000回繰り返し使用できる。また、「eneloop」で採用されている自然放電抑制技術の向上によって、満充電から1年経過後でも約85 %の高い残存率維持を実現するとともに、再充電しなくてもすぐに使える年数が「eneloop（単1形・単2形）」の2年から5年に向上された。ただし、中身は単3や単4のeneloopを並列に配置しただけであり、東芝ライフスタイルが発売する「充電式インパルス」と比較すると容量は少なく（「充電式インパルス」の場合、単1形:min.8,000 mAh・単2形:min.4,000 mAh）、過電流保護素子が付いているため大電流を流せず、カメラのストロボなどに使用できない。デザインは「メタハイ」と異なり、「eneloop（BK-3MCC/4MCC）」と同じく白基調をベースに、コーポレートカラーである青の「Panasonic」ロゴが描かれたシンプルなデザインとなっている。また、これらの充電池に関しては三洋電機で発売されていた「eneloop」ユニバーサル充電器（NC-TGU01）にも充電可能である。
その後、ラインナップ整理のため、「充電式EVOLTA」発売後も継続発売されていた「メタハイ」シリーズ全機種（HHR-1NPS/2B,2NPS/2B,3XPS/2B,3XPS/4B,9NPS/1B）が生産終了となり、パナソニック製充電式ニッケル水素電池の6P形は全廃。単3形は「充電式EVOLTA」や「eneloop」に、単1形・単2形はMGC品番にそれぞれ集約された。
なお、2019年（平成31年）3月のJIS改定に伴うくり返し回数の試験条件の見直し（充電のタイミングを約60%放電から100%放電に、流れる電気の量が2倍にそれぞれ変更）に伴ってくり返し回数の表記が変更となり、約1,000回から「eneloop（BK-3MCC/4MCC）」と同じ約600回となった。電池そのものの仕様の変更はない。
また、2023年（令和5年）4月に「eneloop」がリニューアルするにあたり、ブランド名が付いていなかった単1形・単2形も「eneloop」の名称が復活・移行することとなった為、「パナソニック充電式ニッケル水素電池」としては生産終了となった。

### 充電器
以下の充電器は電池ごとに異なる特性に合わせた充電制御を行うため、充電式ニッケル水素電池、充電式EVOLTA/EVOLTA e、eneloop（三洋電機発売品を含む）いずれも充電可能である。また、乾電池や異常な充電池を自動検知して充電を停止する乾電池充電防止機能を備える。
- USB出力付急速充電タイプ
  - BQ-CCA3 - 2022年（令和4年）4月発売。単3形・単4形に使用可能な機種。最大8本まで（単3形・単4形の混合も可能）同時充電が可能。4本までの場合、単3形のスタンダードモデル（充電式EVOLTAまたはeneloop）の充電時間が5本以上の場合の約半分となる約2.5時間の急速充電に対応した「倍速モード」を備えている。センサーにより電池を充電器に装填した直後に1本ずつ電池の状態を判別・制御してそれぞれの電池に適した充電を行うセンシング充電機能（予備充電機能・買い替え目安診断機能・スマートチャージ機能・クイック自動診断機能・つぎ足し充電機能）を搭載しており、LEDスライドインジケーターは色の変化で残量や充電状況の把握が可能な3色LEDとなる。また、USB出力ポートを備えており、市販のUSBケーブルを用いてスマートフォンに接続し、DC出力ボタンを1秒長押しすることで出力が開始される（USB出力をする場合は左側のスロットに単3型電池4本をセットする必要がある。右側のスロットにも電池をセットすると出力がアップされる）。また、電池を出力する際に電池の状態を1本ずつ個別にセンシングして状態を見ながら出力し、電池の残容量が無くなるか、スマートフォンが満充電となったときに出力を自動停止する個別制御機能により、モバイルバッテリーとして使う場合に限り、単3形乾電池や容量・種類・銘柄が違う単3型電池を混合して使用することも可能である。さらに、付属のACコードをコンセントに差した状態でUSB出力ポートをスマートフォンに接続してDC出力ボタンを1秒長押ししてスマートフォンを充電、スマートフォンのが満充電になると自動切り替えで充電池への充電を行うUSB-ACアダプター機能も備えている。本機種は充電器単品のみの設定となる。
- USB入出力付タイプ
USB入出力付タイプには充電器本体に加え、USBコード（USB A型プラグ - USB micro-B型プラグ）が付属しており、USB A型出力ポートを備えたパソコンやUSBコンセントに直接差し込むか、市販のUSB出力ACアダプターに接続し、コンセントに差し込んで充電する。センシング充電機能（予備充電機能・クイック自動診断機能）や独立表示LEDを搭載している。
また、充電池への充電（入力）に加え、搭載されているUSB出力端子（DC OUT 5V）からUSBケーブルを用い、モバイルバッテリーとしてスマートフォンへ充電（出力）が可能なほか、LEDライト機能（出力）も搭載している（モバイルバッテリーやLEDライトとして使用する場合は単3形電池を4本装填する必要がある。BQ-CCA3同様、モバイルバッテリーやLEDライトとして使用する場合に限り、単3形充電池のみだけでなく、単3形乾電池のみや容量・種類・銘柄が違う単3形電池を混合して使用することも可能である）。
  - BQ-CC91 - 2020年（令和2年）12月発売。単3形・単4形に使用可能な機種。最大4本まで（単3形・単4形の混合も可）同時充電が可能。LEDライトは充電器本体に内蔵しており、「MODE」ボタンを長押し後、もう一度「MODE」ボタンを押すことで点灯、点灯の状態でもう一度「MODE」ボタンを押すと消灯する。本機種は電池付セット品は無く、充電器単品のみの設定となる。
  - BQ-CC87L - 2019年（令和元年）7月発売。単3形・単4形に使用可能な機種。最大4本まで（単3形・単4形の混合も可）同時充電が可能。スタンダードモデル（充電式EVOLTAまたはeneloop）の単3形2本までなら約2.3時間の急速充電に対応。センシング充電機能には充電池の電池残量と充電の進行状況をLEDの色の変化で知らせる残量チェック機能、充電池の買替の時期の目安を充電完了後のLEDの色の点滅で知らせる買い替え目安診断機能、電池1本ごとに電圧や温度から満充電状態をいち早く検知することで充電時間と消費電力のムダを省くスマートチャージ機能が追加され、独立表示LEDは赤・黄・緑の3色となる。LEDライトは付属のLEDライトアタッチメントを取り付けて使用する。
- 急速充電タイプ - 以下の製品は電池付の充電器セットもラインナップされていたが、生産終了により充電器単品のみの設定となった。
  - BQ-CC85 - 2018年（平成30年）9月発売。単3形・単4形に使用可能な機種。最大4本まで（単3形・単4形の混合も可）同時充電が可能。過放電によってダメージを受けている状態を検知（その際、LEDスライドインジケーターは赤が2回点滅）し、微弱電流を流して電池状態の改善を行う予備充電機能を搭載。スタンダードモデル（充電式EVOLTAまたはeneloop）の単3形2本までの充電時間は約1.5時間で、2020年12月時点における現行機種のパナソニック製充電器では最速となる。
- 通常充電タイプ
  - BQ-CC83 - 単3形・単4形に使用可能な機種。最大4本まで（単3形・単4形の混合も可）同時充電が可能。急速充電タイプのCC85同様に予備充電機能、乾電池充電防止機能、スマートチャージ機能、クイック自動診断機能、つぎ足し充電機能を搭載。異なるのは、LEDスライドインジケーターが緑の単色のみで、乾電池充電防止機能が作動している時は1回点滅、予備充電機能が作動している時は2回点滅する。従来は電池付セット品のみの設定だったが、2021年（令和3年）10月に充電器単品が発売された。
  - BQ-CC63 - 2017年（平成29年）1月発売。単3形・単4形に使用可能な機種。最大8本まで（サイズや異なる品番の混合も可）同時充電が可能。クイック自動診断機能を備え、独立充電表示LEDが搭載されている。海外電源対応。本機種は電池付セット品は無く、充電器単品のみの設定となる。
  - BQ-CC25 - 単1形 - 単4形・6P形がすべて使用可能な機種。最大4本まで（6P形は最大2本まで、異なるサイズを混合して充電することも可能だが、異なるサイズの充電池を同じ充電ボックス内で同時充電することは不可）。海外電源対応。本機種は電池付のセット品は無く、充電器単品のみの設定となる。
- タイマー充電タイプ
  - BQ-CC52 - 単3形・単4形に使用可能な機種。最大2本まで（単3形・単4形の混合も可）同時充電が可能。充電表示LEDを搭載し、海外電源に対応する。お手軽モデル（eneloop lite又は充電式EVOLTA e）に向けた機種で、充電開始から約6時間後に自動で充電を終了するため、スタンダードモデルやハイエンドモデルに使用する場合は2回充電する必要がある。従来は電池付セットのみの設定だったが、同梱する「充電式EVOLTA e」がリニューアルを機に復活発売した「eneloop lite」への統合に伴い生産終了となるため、その代替として、2023年4月に充電器単品が発売された。
  - BQ-CC61 - 2017年（平成29年）1月発売。USBからの充電に特化したUSB入力専用機種。最大4本まで（単3形・単4形の混合も可）同時充電が可能。充電表示LED搭載。充電器本体に加え、USBコード（USB A型プラグ - USB micro-B型プラグ）が付属しており、パソコンなどに備わっているUSB A型出力ポートに直接差し込むか、別売りのUSB出力ACアダプターと接続してコンセントから充電する。また、必ず同じサイズを2本ずつ、2本充電時は左側または右側に寄せて充電するよう指示されており、単3形・単4形を混合して充電する場合は、左側・右側それぞれ同じサイズでセットする必要がある（その為、充電表示LEDはワイド仕様で左右の2つとなっている）。また、充電開始から約10時間後に自動で充電を終了するため、ハイエンドモデル（単3形は2,500mAh以上、単4形は930mAh以上）に使用する場合は1回の充電で満充電にならない場合がある。カラーは白と黒（BQ-CC61-K）の2色展開だったが、黒が生産終了となり、白のみの設定となる。また、本機種は充電器単品のみの設定となる。

### 充電器セット
充電器セットは長らく発売されていたK-KJP5XCが生産終了となったことで「パナソニック充電式ニッケル水素電池」の充電器セット品が全て製造終了となり、「充電式EVOLTA」や「eneloop」の充電器セットへ継承された。

### その他
2013年（平成25年）4月の「充電式EVOLTA」・「eneloop」のフルモデルチェンジに合わせて、「充電器EVOLTA」用・「eneloop」用でそれぞれ発売されていたサイズ変換スペーサーや「eneloop」で発売されていた充電池ケースも「充電式EVOLTA」・「eneloop」兼用製品としてモデルチェンジした。
サイズ変換スペーサーは単1形・単2形サイズの電池がない場合の緊急対応用として、単3形充電池と組み合わせて補助的に使用するものである。その為、以下の注意事項がある。
- 「充電式EVOLTA ハイエンドモデル（BK-3HLC/3HLD）」や「eneloop pro（BK-3HCC/3HCD）」などの高容量充電池（三洋電機製も含む）では電池形状の差があるため使用不可
- 混用防止の点から乾電池の使用は不可
- 端子構造や寸法の微妙な違いによって使用できない機器がある
- 単1形・単2形電池（乾電池・充電式電池を問わず）と併用しての使用は不可
- 単3形充電池のサイズを変換するだけなので、該当する単1形・単2形電池の電池容量よりも少ないので注意が必要
- サイズ変換スペーサー単品で購入する場合、充電池は別途用意する必要がある。なお、ファミリーセット（「eneloop」仕様のK-KJ53MCC42S）ではサイズ変換スペーサーが単1サイズ・単2サイズ各2本ずつ同梱されている。

充電池ケースは単3形または単4形電池を最大4本まで収納できる。特に「充電式EVOLTA e」などのプリスターパック包装品や充電器セットに同梱する充電池を保管する際に使用する。
- 単3形充電式電池用 サイズ変換スペーサー
  - BQ-BS1/2B - 単3形充電池を単1サイズで使用するためのスペーサー2個入り
  - BQ-BS2/2B - 単3形充電池を単2サイズで使用するためのスペーサー2個入り
- 充電式電池 単3･4対応 電池ケース
  - BQ-CASE/1